# Proklamandum
Als Proklamandum („das Bekanntzumachende“, von lateinisch proclamare ‚laut rufen, bekanntmachen‘), auch Vermeldungen, werden in der katholischen Kirche die Bekanntmachungen beim Gottesdienst, am häufigsten der heiligen Messe, bezeichnet.
Inhalte können die Gottesdienstordnung, Hinweis auf Verstorbene der Gemeinde, Zweck der Kollekte, Verlautbarungen des Bistums, Ankündigungen von Veranstaltungen und Ähnliches sein.
Der Ort für die „kurzen Vermeldungen an das Volk, falls solche zu machen sind“ ist in der geltenden Grundordnung für die Feier der heiligen Messe zwischen dem Gebet nach der Kommunion („Schlussgebet“) und den Abschlussriten mit Segen und Entlassruf. In einigen Gemeinden wird das Proklamandum auch schon vor der Messe verlesen. Die Vermeldungen werden vom Priester oder Diakon, häufig auch von einem Lektor vorgetragen.
Meist wird das Proklamandum auch in den Schaukästen der Gemeinde ausgehängt und ist auf der Webpräsenz der Gemeinde verfügbar.

## Geschichte
Vermeldungen sind bereits im 5. Jahrhundert nachzuweisen. Papst Leo der Große erinnerte im Quatembergottesdienst am Schluss der Predigt an die Fasttage in der bevorstehenden Woche. Seit dem späten Mittelalter bis ins 20. Jahrhundert wurde der Heiligenkalender der nächsten Tage erläutert. Im stadtrömischen Stationsgottesdienst um das 7. Jahrhundert gab der Archidiakon nach dem Friedensgruß und vor Beginn der Kommunionspendung die Vermeldungen bekannt – commonenda est plebs „Das Volk soll erinnert/aufgefordert/ermahnt werden“ –, da sich die Nichtkommunikanten ab dem Zeitpunkt aus dem Gottesdienst entfernen durften. Themen der Vermeldungen waren der nächste Stationsgottesdienst, bevorstehende Märtyrerfeste und Fasttage sowie weitere kirchliche Nachrichten.